# Densité spectrale d'amplitude
La densité spectrale d'amplitude (ASD, Amplitude Spectrum Density en anglais) est la racine carrée de la densité spectrale de puissance. Elle est utilisée pour la détermination de l'amplitude dans une bande de fréquence pour un signal aléatoire. Elle s'exprime en unité par racine de hertz.